# Nychiodes bellieraria
Nychiodes bellieraria är en fjärilsart som beskrevs av Emile Enrico Ragusa 1844. Nychiodes bellieraria ingår i släktet Nychiodes och familjen mätare. Inga underarter finns listade i Catalogue of Life.